# シンクロトロン

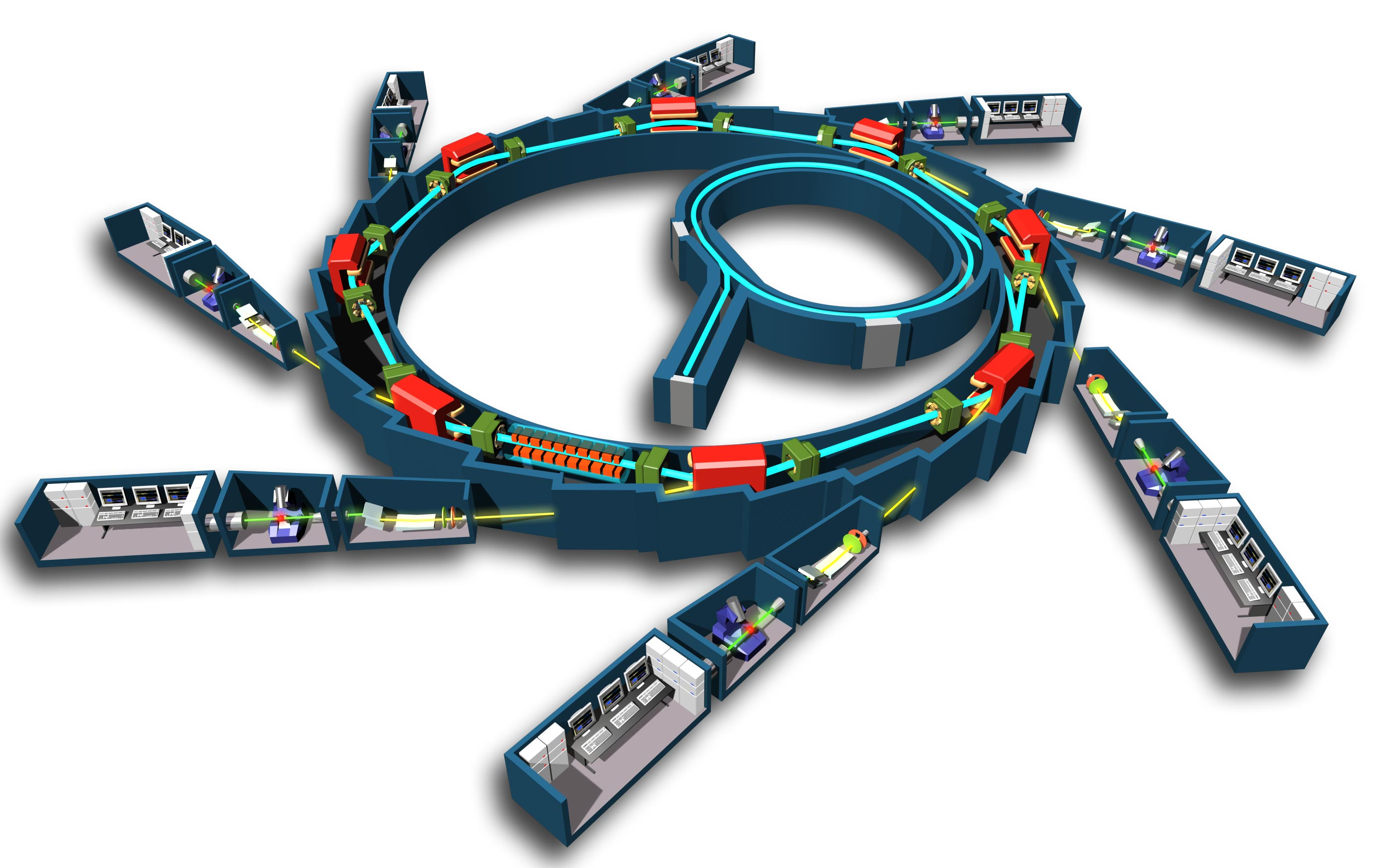
放射光源としてのシンクロトロンの図。中央にある直線の末端にあるビーム源から発生した粒子をまず小さい円で加速し、その後大きい円に導いてさらに加速し、輪から接線方向放射される放射光を下流に置いた装置で観測もしくは構造解析の道具として利用する。このシンクロトロンでは粒子を時計回りに加速する。

シンクロトロンとは、円形加速器の一種。粒子の加速にあわせて、磁場と加速電場の周波数をコントロールする事によって、加速粒子の軌道半径を一定に保ちながら加速をおこなう。

## 特徴
2011年現在、もっとも高いエネルギーまで粒子を加速できるシンクロトロンは、CERNの大型ハドロン衝突型加速器(LHC)であり、陽子を7TeVまで加速する事ができる。
一般にシンクロトロンのみで粒子を加速する事はなく、前段の加速器によって適当なエネルギーまで加速された粒子を入射した上で、さらに高いエネルギーへと加速するような形態で運用される。前段加速器としては、線型加速器、サイクロトロン、小型のシンクロトロンなどが用いられる。
加速粒子の比電荷によって最適な設計は異なり、特に電子シンクロトロンと陽子・重イオンシンクロトロンの間には大きな違いがある。よって一つの加速器で両方の用途に使用することは、加速エネルギーが大きくなるほど困難である。特にエネルギーフロンティア探索に用いられるような大規模なシンクロトロンでは、どちらか一方の専用設計とすることが通例である。
電子の場合、比較的小さな磁場でも容易に軌道を曲げる事ができるので、用いる電磁石(ベンディングマグネット)は小規模のもので間に合う一方、比較的低いエネルギーでも速度が速く、シンクロトロン放射によるエネルギー損失が大きいため常に大きな力で加速しなければ電子のエネルギーを保つ事が出来ない。一方、陽子や重イオンを加速する場合、シンクロトロン放射の影響が比較的小さく、比較的小さな加速でも粒子のエネルギーを維持できるが、粒子の軌道を曲げるためには大きな磁場を必要とし、大掛かりな超伝導電磁石などを使用する必要がある。

## 主な用途

### 高エネルギー衝突実験
シンクロトロンは従来の線型加速器やサイクロトロンでは実現が困難な高エネルギーの粒子ビームを実現できる事から、素粒子実験等の高エネルギー物理学実験で広く用いられてきた。2007年現在で稼動している高エネルギー衝突実験用加速器はすべてシンクロトロンである。運転を終了したものも含め、代表的な高エネルギー実験用加速器としてはCERNのLEPおよびLHC、米国フェルミ研究所のテバトロン、米国ブルックヘブン国立研究所のRHIC、高エネルギー加速器研究機構のトリスタン/Bファクトリーなど。

ただし、電子シンクロトロンに関してはシンクロトロン放射が大きいため、より高エネルギーの加速器を設計する事が難しく、次世代の高エネルギー電子コライダーとして、大型の線型加速器を建設する事となった。

### 放射光
電子シンクロトロンに伴う大きなシンクロトロン放射を積極的に利用することができる。高強度で強い指向性を持つ均一な白色光を特徴とし、この光を放射光とも呼ぶ。日本国内における代表的な施設に、兵庫県にあるSPring-8、茨城県のフォトンファクトリーが挙げられる。

### 医療用陽子・重粒子線源
悪性腫瘍の放射線療法に用いる放射線として、陽子やさらに重い重粒子を用いる重粒子線がん治療がある。これらの粒子が物質を通過する際に単位長さ当たりに失うエネルギーをグラフにするとブラッグ曲線と呼ばれる特徴的な曲線を描き、深い位置でピークとなるため、周辺臓器への影響を少なくしつつ腫瘍へ効果的に照射できる。このための陽子線、重粒子線を供給するための加速器としてシンクロトロンが用いられている。日本国内で代表的な施設としては、放射線医学総合研究所のHIMACなどがある。照射するイオンとしては最大230MeVの陽子や最大400MeVの12C原子核が実用化されており、さらに照射効果の高いイオンも研究中である。

### 粒子ビームの蓄積
シンクロトロンは加速粒子にエネルギーを供給し続けることで、一定の円軌道に沿うように周回させる事ができることから、蓄積リング、またはストレージリング (Storage Ring) とも呼ばれている。上記の放射光施設の場合で言えば加速器自体は電子ストレージリングである。

## 歴史
1945年にエドウィン・マクミランとVladimir Vekslerによって独立に発明された。

## 主なシンクロトロン
| 装置名                    | 設置機関および国                     | 加速粒子                                | エネルギー (GeV)   | 円周 (m) | 供用開始 |
| ------------------------- | ------------------------------------ | --------------------------------------- | ------------------ | -------- | -------- |
| LHC                       | 欧州原子核研究機構、スイス           | 陽子、Pb                                | 7000               | 26659    | 2008     |
| テバトロン                | フェルミ国立加速器研究所、米国       | 陽子、反陽子                            | 1000               | 6300     | 1983     |
| U-70 シンクロトロン       | 高エネルギー物理研究機構、ロシア     | 陽子                                    | 70                 | 1483.63  | 1967     |
| 強集束シンクロトロン(AGS) | ブルックヘブン国立研究所 、米国      | 陽子                                    | 33                 | 800      | 1960     |
| 陽子シンクロトン(PS)      | 欧州原子核研究機構、スイス           | 陽子、α粒子、O、S、電子、陽電子、反陽子 | 28                 | 628.3    | 1959     |
| KEKB(Super KEKB)          | 高エネルギー加速器研究機構、日本     | 電子、陽電子                            | 7(電子)、4(陽電子) | 3016     | 2018     |
| SPring-8                  | 理化学研究所、日本                   | 電子                                    | 8                  | 1436     | 1997     |
| 電子シンクロトロン        | 東京大学原子核研究所(廃止)、日本     | 電子                                    | 1.3                | 約70     | 1961     |
| 電子シンクロトロン        | 東北大学電子光理学研究センター、日本 | 電子                                    | 1.3                | 約70     | 1997     |

粒子によって加速エネルギーは異なるため、特に注意書きの無い限り加速粒子の欄の最も左に書かれている粒子のエネルギーが示されている。